# Unión Yibutiense por la Democracia y la Justicia
La Unión Yibutiense por la Democracia y la Justicia, en francés Union Djiboutienne pour la Démocratie et la Justice, es un partido político de Yibuti, actualmente en la oposición. Su presidente es Ismail Guedi Hared.
En las últimas elecciones legislativas concurrió bajo la coalición opositora Unión para la Alternancia Democrática, junto a otros tres partidos (Alianza Republicana por la Democracia, el Movimiento por la Renovación Democrática y el Desarrollo y el Partido Yibutiano por el Desarrollo). La Unión para la Alternancia perdió las elecciones ante la Unión para la Mayoría Presidencial, al obtener el 37,3% de los votos totales. Al ser derrotados no consiguieron ningún escaño en la Cámara de Diputados de Yibuti.
- Datos: Q5285308